# 제1기갑기계화보병여단
제1기갑기계화보병여단은 대한민국 육군 제7기동군단 제8기동사단 예하부대이다. 상징명칭은 번개부대이다. 경기도 포천시 신북면에 위치하고 있다

## 역사
육군본부 직할 독립기갑연대가 모체이며 그 후 수도기계화보병사단 에하부대로 활동하다가 2019년 12월 1일부로 제8기동사단으로 예속전환하였다.